# زبان رنگپوری
رنگپوری یکی از زبان‌های هندوآریایی است، گویشوران این زبان راجبونگشی‌ها هستند که شمارشان به ۱۰ میلیون تن می‌رسد و در بنگلادش می‌زیند. پنج میلیون از گویشوران این زبان نیز در هندوستان می‌زیند.